# Damir Džidić
Damir Džidić (Mostar, 15. veljače 1987.) bivši je bosanskohercegovačko-hrvatski nogometaš. Prošao je sve uzraste Dinamove nogometne škole, nastupao je za Zrinjski Mostar i Zagreb. Zadnji klub mu je bio Široki Brijeg.
Damir Džidić je mlađi brat Ivice Džidića, dugogodišnjeg kapetana Zrinjskog. 

## Karijera
Svoju nogometnu karijeru je započeo je u zagrebačkom Dinamu. Prošao je sve uzraste Dinamove nogometne škole Hitrec – Kacian. 2006. godine dolazi u Zrinjski. Tu je igrao u prvoj momčadi kluba i pružao dobre igre. To mu je pomoglo da se vrati u mladu nogometnu reprezentaciju Hrvatske. Zapazio ga je Miroslav Blažević, trener Zagreba i Damir je u siječnju 2008. godine potpisao sa Zagrebom petipolgodišnji ugovor. Damir se nije dokazao u Zagrebu te se u listopadu 2008. godine, vratio u Zrinjski. Sa Zrinjskim osvaja nogometnu Premijer ligu BiH u sezoni 2008./2009. U lipnju 2012. potpisao je za NK Široki Brijeg za koji je nastupao do 2015.

## Vanjske poveznice
- Profil na Soccerway.com